# Челліно-Сан-Марко
Челліно-Сан-Марко (італ. Cellino San Marco, сиц. Cilinu) — муніципалітет в Італії, у регіоні Апулія, провінція  Бриндізі.
Челліно-Сан-Марко розташоване на відстані близько 490 км на схід від Рима, 120 км на південний схід від Барі, 19 км на південь від Бриндізі.
Населення — 6725 осіб (2014).
Щорічний фестиваль відбувається 25 квітня, 25 листопада. Покровитель — San Marco Evangelista.

## Демографія
Населення за роками:

Станом на 1 січня 2023 року в муніципалітеті офіційно проживали 74 іноземці з 16 країн, серед них 43 громадяни країн Євросоюзу.

## Видатні уродженці
- Аль Бано (1943) — італійський співак.

## Сусідні муніципалітети
- Бриндізі
- Кампі-Салентина
- Гуаньяно
- Сан-Доначі
- Сан-П'єтро-Вернотіко
- Скуінцано